# Sportklub Rapid (pallamano)
Lo Sportklub Rapid è stata la sezione di pallamano maschile della famosa polisportiva austriaca con sede a Vienna, oggi non più attiva.
Ha vinto quattro titoli nazionali, nel 1963, 1964, 1965 e 1967.

## Palmarès

### Competizioni nazionali
- Campionato austriaco: 4

1962-1963, 1963-1964, 1964-1965, 1966-1967

## Partecipazioni alle coppe europee
| Comp.                    | Avversario     | Round            | PG | PV | PN | PP | GF | GS  | DF  |
| ------------------------ | -------------- | ---------------- | -- | -- | -- | -- | -- | --- | --- |
| Coppa Campioni 1965-1966 | Royal Flémalle | Primo turno      | 1  | 1  | 0  | 0  | 16 | 10  | +6  |
|                          | Grasshoppers   | Ottavi di finale | 2  | 0  | 0  | 2  | 23 | 35  | -12 |
| Coppa Campioni 1967-1968 | Dynamo Berlino | Ottavi di finale | 2  | 0  | 0  | 2  | 22 | 67  | -45 |
| Totale                   | -              | -                | 5  | 1  | 0  | 4  | 61 | 112 | -51 |